# Paul Tergat
Paul Kibil Tergat (ur. 17 czerwca 1969 w Riwo, w dystrykcie Baringo) – kenijski lekkoatleta biegacz, długodystansowiec. Dwukrotny wicemistrz olimpijski (1996, 2000) oraz olimpijczyk z 2004 roku.
W biegu na 10000 m zdobył dwa srebrne medale olimpijskie (Atlanta 1996, Sydney 2000), dwa tytuły wicemistrza świata (Ateny 1997, Sewilla 1999) oraz brązowy medal mistrzostw świata w Göteborgu (1995). Był pięciokrotnym mistrzem świata w biegach przełajowych (długi dystans: 1995, 1996, 1997, 1998, 1999), zdobył również w tej specjalności brązowy medal MŚ (2000). Zwycięsko kończył również biegi półmaratońskie podczas mistrzostw świata w Palermo (1999) i Veracruz (2000). 22 sierpnia 1997 w Brukseli ustanowił rekord świata w biegu na 10 000 m – 26:27,85, który utrzymał się do 1998.
W ostatnich latach specjalizuje się w biegu maratońskim. 28 września 2003 w Berlinie ustanowił rekord świata w maratonie – 2:04:56. Był to pierwszy rekord świata w tej konkurencji oficjalnie uznany przez IAAF; przetrwał do 2007. Na igrzyskach olimpijskich w 2004 w Atenach Tergat zajął 10. miejsce w biegu maratońskim.

## Rekordy życiowe
- bieg na 3000 m – 7:28,70 (10.VIII.1996, Monako)
- bieg na 5000 m – 12:49,87 (13.VIII.1997, Zurych)
- bieg na 10 000 m – 26:27,85 (22.VIII.1997, Bruksela) były rekord świata, rekord Kenii, 4. wynik w historii światowej lekkoatletyki
- bieg na 20 km – 56:18[1] (4.IV.1998, Mediolan) były rekord świata
- półmaraton – 59:06 (26.III.2000, Lizbona) były rekord świata
- maraton – 2:04:56 (28.IX.2003 (Berlin) były rekord świata